# Sasser
Sasser – robak komputerowy, który pojawił się w 2004 roku i rozprzestrzeniał się na komputerach z zainstalowanym systemem operacyjnym Windows 2000 lub Windows XP.
Pierwsze pojawienie robaka miało miejsce 30 kwietnia 2004 roku i pierwotną jego wersję oznaczono jako Sasser.A. W ciągu kilku następnych dni pojawiły się mutacje robaka oznaczane kolejnymi literami alfabetu Sasser.B-Sasser.D. Wirus nie wymaga interakcji ze strony użytkownika, wykorzystuje bezpośrednio porty 445 i 139 (NetBIOS). Jego obecność objawiała się m.in. nagłym wyłączaniem się komputera. Ofiarą robaka stała się m.in. niemiecka poczta. 
Sasser wykorzystuje błąd typu przepełnienie bufora w części systemu operacyjnego nazywanej LSASS.
Firma Microsoft w kwietniu 2004 roku wypuściła uaktualnienie do systemu operacyjnego zawierającą poprawkę błędu i przypuszcza się, że twórcy robaka za pomocą inżynierii odwrotnej odkryli jego istnienie.
Twórcę wirusa, Svena Jaschana, udało się zatrzymać dzięki współdziałaniu FBI i CIA. Został skazany przez niemiecki sąd na rok i 9 miesięcy pozbawienia wolności w zawieszeniu.